# F3 Euro Series 2006
La stagione 2006 della F3 Euro Series ha avuto inizio il 9 aprile sul circuito di Hockenheim e si è conclusa sullo stesso circuito tedesco il 29 ottobre dopo 20 gare in 10 appuntamenti (gara doppia per ogni week-end). 
Favoriti d'obbligo della stagione sembrano essere i piloti del Team ASM, che l'anno scorso ha dominato la categoria ottenendo 17 successi nelle 20 gare disputate. A guidare per il team francese quest'anno saranno l'olandese Giedo van der Garde (l'anno scorso nel team Rosberg), il britannico Paul di Resta (ex team Manor), la promessa tedesca Sebastian Vettel e il giapponese Kamui Kobayashi, proveniente dal campionato di Formula Renault.
Da quest'anno è inoltre stata introdotta una "Classe B" per aumentare il numero di iscrizioni, che vede partecipare monoposto di Formula 3 costruite prima del 2005.
Altra novità è l'abolizione della doppia qualifica e l'adozione del sistema già sperimentato nel WTCC e nella GP2 di schierare le vetture nella seconda gara seguendo l'ordine di arrivo della prima con l'inversione dei primi otto classificati.
Anche quest'anno la categoria è accorpata al Deutsche Tourenwagen Masters (DTM) nella maggior parte degli appuntamenti tedeschi.

## Gare
01. Hockenheim ( Germania) (08-09/04/2006)
Polesitter: Esteban Guerrieri ( Argentina) (Dallara 306-Mercedes - Manor) in 1'33.651
Ordine d'arrivo Gara 1: (22 giri per un totale di 100,628 km)
Classe A:
1. Kohei Hirate ( Giappone) (Dallara 306-Mercedes - Manor) in 40'27.868
2. Kazuki Nakajima ( Giappone) (Dallara 306-Mercedes - Manor) a 2"428
3. Paul di Resta ( Regno Unito) (Dallara 306-Mercedes - ASM) a 7"652
4. Guillaume Moreau ( Francia) (Dallara 306-Mercedes - Signature) a 12"105
5. Sebastian Vettel ( Germania) (Dallara 306-Mercedes - ASM) a 12"828
6. Kamui Kobayashi ( Giappone) (Dallara 306-Mercedes - ASM) a 22"993
7. Richard Antinucci ( Stati Uniti) (Dallara 306-Mercedes - HBR) a 28"195
8. Yelmer Buurman ( Paesi Bassi) (Dallara 306-Mercedes - Fortec) a 30"957
9. James Jakes ( Regno Unito) (Dallara 306-Mercedes - Hitech) a 47"468
10. Alejandro Nunez ( Spagna) (Dallara 306-Mercedes - Prema) a 51"909

Classe B:
1. Julian Theobald ( Germania) (Dallara 304-Mercedes - Seyffarth)
2. Anthony Janiec ( Francia) (Dallara 302-Renault - Janiec)
3. Kevin Fank ( Germania) (Dallara 304-Mercedes - Seyffarth)
4. Cemil Cipa ( Turchia) (Dallara 304-Opel - HBR)

Ordine d'arrivo Gara 2: (18 giri per un totale di 82,332 km)
Classe A:
1. Sebastian Vettel ( Germania) (Dallara 306-Mercedes - ASM) in 28'42.167
2. Guillaume Moreau ( Francia) (Dallara 306-Mercedes - Signature) a 0"499
3. Esteban Guerrieri ( Argentina) (Dallara 306-Mercedes - Manor) a 0"952
4. Kohei Hirate ( Giappone) (Dallara 306-Mercedes - Manor) a 1"676
5. Kamui Kobayashi ( Giappone) (Dallara 306-Mercedes - ASM) a 3"566
6. Kazuki Nakajima ( Giappone) (Dallara 306-Mercedes - Manor) a 4"375
7. Giedo van der Garde ( Paesi Bassi) (Dallara 306-Mercedes - ASM) a 4"983
8. James Jakes ( Regno Unito) (Dallara 306-Mercedes - Hitech) a 17"973
9. Joao Urbano ( Portogallo) (Dallara 306-Mercedes - Prema) a 27"688
10. Alejandro Nunez ( Spagna) (Dallara 306-Mercedes - Prema) a 28"494

Classe B:
1. Julian Theobald ( Germania) (Dallara 304-Mercedes - Seyffarth)
2. Anthony Janiec ( Francia) (Dallara 302-Renault - Janiec)
3. Cemil Cipa ( Turchia) (Dallara 304-Opel - HBR)

02. Lausitzring ( Germania) (29-30/04/2006)
Polesitter: Paul di Resta ( Regno Unito) (Dallara 306-Mercedes - ASM) in 1'14.929
Ordine d'arrivo Gara 1: (29 giri per un totale di 98,890 km)
1. Esteban Guerrieri ( Argentina) (Dallara 306-Mercedes - Manor) in 40'10.103
2. Paul di Resta ( Regno Unito) (Dallara 306-Mercedes - ASM) a 6"523
3. Sebastian Vettel ( Germania) (Dallara 306-Mercedes - ASM) a 12"155
4. Jonathan Summerton ( Stati Uniti) (Dallara 306-Mercedes - Mücke) a 13"596
5. Richard Antinucci ( Stati Uniti) (Dallara 306-Mercedes - HBR) a 14"971
6. Romain Grosjean ( Svizzera) (Dallara 306-Mercedes - Signature) a 17"204
7. Guillaume Moreau ( Francia) (Dallara 306-Mercedes - Signature) a 17"589
8. Kazuki Nakajima ( Giappone) (Dallara 306-Mercedes - Manor) a 18"843
9. Charlie Kimball ( Stati Uniti) (Dallara 306-Mercedes - Signature) a 25"713
10. Joao Urbano ( Portogallo) (Dallara 306-Mercedes - Prema) a 33"006

Ordine d'arrivo Gara 2: (29 giri per un totale di 98,890 km)
1. Kazuki Nakajima ( Giappone) (Dallara 306-Mercedes - Manor) in 40'39.592
2. Richard Antinucci ( Stati Uniti) (Dallara 306-Mercedes - HBR) a 7"423
3. Paul di Resta ( Regno Unito) (Dallara 306-Mercedes - ASM) a 10"930
4. Romain Grosjean ( Svizzera) (Dallara 306-Mercedes - Signature) a 12"449
5. Esteban Guerrieri ( Argentina) (Dallara 306-Mercedes - Manor) a 12"844
6. Sebastian Vettel ( Germania) (Dallara 306-Mercedes - ASM) a 20"086
7. Jonathan Summerton ( Stati Uniti) (Dallara 306-Mercedes - Mücke) a 20"780
8. Charlie Kimball ( Stati Uniti) (Dallara 306-Mercedes - Signature) a 30"199
9. Giedo van der Garde ( Paesi Bassi) (Dallara 306-Mercedes - ASM) a 32"231
10. Kamui Kobayashi ( Giappone) (Dallara 306-Mercedes - ASM) a 32"481

03. Oschersleben ( Germania) (19-20/05/2006)
Polesitter: Esteban Guerrieri ( Argentina) (Dallara 306-Mercedes - Manor) in 1'18.445
Ordine d'arrivo Gara 1: (30 giri per un totale di 110,040 km)
Classe A:
1. Paul di Resta ( Regno Unito) (Dallara 306-Mercedes - ASM) in 40'30.860
2. Esteban Guerrieri ( Argentina) (Dallara 306-Mercedes - Manor) a 0"547
3. Romain Grosjean ( Svizzera) (Dallara 306-Mercedes - Signature) a 1"045
4. Kohei Hirate ( Giappone) (Dallara 306-Mercedes - Manor) a 1"496
5. Sebastian Vettel ( Germania) (Dallara 306-Mercedes - ASM) a 1"971
6. Kazuki Nakajima ( Giappone) (Dallara 306-Mercedes - Manor) a 3"506
7. Sébastien Buemi ( Svizzera) (Dallara 306-Mercedes - Mücke) a 18"561
8. Guillaume Moreau ( Francia) (Dallara 306-Mercedes - Signature) a 19"064
9. Richard Antinucci ( Stati Uniti) (Dallara 306-Mercedes - HBR) a 22"796
10. Charlie Kimball ( Stati Uniti) (Dallara 306-Mercedes - Signature) a 33"324

Classe B:
1. Julian Theobald ( Germania) (Dallara 304-Mercedes - Seyffarth)
2. Cemil Cipa ( Turchia) (Dallara 304-Opel - HBR)
3. Dominik Schraml ( Germania) (Dallara 304-Mercedes - Seyffarth)
4. Anthony Janiec ( Francia) (Dallara 302-Renault - Janiec)

Ordine d'arrivo Gara 2: (22 giri per un totale di 80,696 km)
Classe A:
1. Sébastien Buemi ( Svizzera) (Dallara 306-Mercedes - Mücke) in 29'38.477
2. Kohei Hirate ( Giappone) (Dallara 306-Mercedes - Manor) a 6"915
3. Esteban Guerrieri ( Argentina) (Dallara 306-Mercedes - Manor) a 9"616
4. Guillaume Moreau ( Francia) (Dallara 306-Mercedes - Signature) a 10"161
5. Kazuki Nakajima ( Giappone) (Dallara 306-Mercedes - Manor) a 11"354
6. Romain Grosjean ( Svizzera) (Dallara 306-Mercedes - Signature) a 12"110
7. Kamui Kobayashi ( Giappone) (Dallara 306-Mercedes - ASM) a 22"953
8. Alejandro Nunez ( Spagna) (Dallara 306-Mercedes - Prema) a 29"628
9. Joao Urbano ( Portogallo) (Dallara 306-Mercedes - Prema) a 30"158
10. Filip Salaquarda ( Rep. Ceca) (Dallara 306-Opel - ISR) a 35"167

Classe B:
1. Julian Theobald ( Germania) (Dallara 304-Mercedes - Seyffarth)
2. Cemil Cipa ( Turchia) (Dallara 304-Opel - HBR)
3. Dominik Schraml ( Germania) (Dallara 304-Mercedes - Seyffarth)
4. Anthony Janiec ( Francia) (Dallara 302-Renault - Janiec)

04. Brands Hatch (Indy Circuit) ( Regno Unito) (30/06-01/07/2006)
Polesitter: Paul di Resta ( Regno Unito) (Dallara 306-Mercedes - ASM) in 42.323
Ordine d'arrivo Gara 1: (56 giri per un totale di 110,544 km)
1. Paul di Resta ( Regno Unito) (Dallara 306-Mercedes - ASM) in 40'22.460
2. Sebastian Vettel ( Germania) (Dallara 306-Mercedes - ASM) a 0"569
3. Giedo van der Garde ( Paesi Bassi) (Dallara 306-Mercedes - ASM) a 11"510
4. James Jakes ( Regno Unito) (Dallara 306-Mercedes - Hitech) a 12"527
5. Kamui Kobayashi ( Giappone) (Dallara 306-Mercedes - ASM) a 21"848
6. Michael Herck ( Belgio) (Dallara 306-Mercedes - Leinders) a 23"539
7. Peter Elkmann ( Germania) (Dallara 306-Opel - Zeller) a 25"880
8. Romain Grosjean ( Svizzera) (Dallara 306-Mercedes - Signature) a 26"656
9. James Walker ( Regno Unito) (Dallara 306-Mercedes - Hitech) a 27"222
10. Yelmer Buurman ( Paesi Bassi) (Dallara 306-Mercedes - Fortec) a 29"503

Ordine d'arrivo Gara 2: (42 giri per un totale di 82,908 km)
1. Peter Elkmann ( Germania) (Dallara 306-Opel - Zeller) in 30'28.842
2. Michael Herck ( Belgio) (Dallara 306-Mercedes - Leinders) a 0"968
3. Kamui Kobayashi ( Giappone) (Dallara 306-Mercedes - ASM) a 1"635
4. James Jakes ( Regno Unito) (Dallara 306-Mercedes - Hitech) a 4"217
5. Paul di Resta ( Regno Unito) (Dallara 306-Mercedes - ASM) a 4"902
6. Romain Grosjean ( Svizzera) (Dallara 306-Mercedes - Signature) a 5"963
7. Sebastian Vettel ( Germania) (Dallara 306-Mercedes - ASM) a 6"156
8. James Walker ( Regno Unito) (Dallara 306-Mercedes - Hitech) a 7"127
9. Yelmer Buurman ( Paesi Bassi) (Dallara 306-Mercedes - Fortec) a 11"576
10. Jonathan Summerton ( Stati Uniti) (Dallara 306-Mercedes - Mücke) a 12"037

05. Norisring ( Germania) (22-23/07/2006)
Polesitter: Giedo van der Garde ( Paesi Bassi) (Dallara 306-Mercedes - ASM) in 49.194
Ordine d'arrivo Gara 1: (48 giri per un totale di 110,400 km)
Classe A:
1. Paul di Resta ( Regno Unito) (Dallara 306-Mercedes - ASM) in 40'09.638
2. Sebastian Vettel ( Germania) (Dallara 306-Mercedes - ASM) a 2"001
3. Jonathan Summerton ( Stati Uniti) (Dallara 306-Mercedes - Mücke) a 4"529
4. Kohei Hirate ( Giappone) (Dallara 306-Mercedes - Manor) a 10"387
5. Kamui Kobayashi ( Giappone) (Dallara 306-Mercedes - ASM) a 10"942
6. Giedo van der Garde ( Paesi Bassi) (Dallara 306-Mercedes - ASM) a 15"789
7. Sébastien Buemi ( Svizzera) (Dallara 306-Mercedes - Mücke) a 18"349
8. Joao Urbano ( Portogallo) (Dallara 306-Mercedes - Prema) a 30"608
9. Peter Elkmann ( Germania) (Dallara 306-Opel - Zeller) a 31"048
10. Esteban Guerrieri ( Argentina) (Dallara 306-Mercedes - Manor) a 33"689

Classe B:
1. Dominik Schraml ( Germania) (Dallara 304-Opel - FS)

Ordine d'arrivo Gara 2: (32 giri per un totale di 73,600 km)
Classe A:
1. Giedo van der Garde ( Paesi Bassi) (Dallara 306-Mercedes - ASM) in 26'44.440
2. Kamui Kobayashi ( Giappone) (Dallara 306-Mercedes - ASM) a 12"507
3. Peter Elkmann ( Germania) (Dallara 306-Opel - Zeller) a 14"002
4. Charlie Kimball ( Stati Uniti) (Dallara 306-Mercedes - Signature) a 17"043
5. Kazuki Nakajima ( Giappone) (Dallara 306-Mercedes - Manor) a 19"009
6. Guillaume Moreau ( Francia) (Dallara 306-Mercedes - Signature) a 22"415
7. Alejandro Nunez ( Spagna) (Dallara 306-Mercedes - Prema) a 23"048
8. Romain Grosjean ( Svizzera) (Dallara 306-Mercedes - Signature) a 26"385
9. Tim Sandtler ( Germania) (Dallara 306-Mercedes - Signature) a 28"480
10. Michael Herck ( Belgio) (Dallara 306-Mercedes - Leinders) a 29"011

Classe B:
1. Anthony Janiec ( Francia) (Dallara 302-Renault - Janiec)
2. Julian Theobald ( Germania) (Dallara 304-Mercedes - Seyffarth)
3. Gina Maria Adenauer ( Germania) (Dallara 304-Mercedes - Seyffarth)

06. Nurburgring (Circuito corto) ( Germania) (19-20/08/2006)
Polesitter: Sebastian Vettel ( Germania) (Dallara 306-Mercedes - ASM) in 1'23.104
Ordine d'arrivo Gara 1: (29 giri per un totale di 105,241 km)
Classe A:
1. Sebastian Vettel ( Germania) (Dallara 306-Mercedes - ASM) in 40'59.630
2. Paul di Resta ( Regno Unito) (Dallara 306-Mercedes - ASM) a 5"984
3. Giedo van der Garde ( Paesi Bassi) (Dallara 306-Mercedes - ASM) a 8"165
4. Sébastien Buemi ( Svizzera) (Dallara 306-Mercedes - Mücke) a 9"711
5. Kohei Hirate ( Giappone) (Dallara 306-Mercedes - Manor) a 14"363
6. Michael Herck ( Belgio) (Dallara 306-Mercedes - Leinders) a 21"069
7. Richard Antinucci ( Stati Uniti) (Dallara 306-Mercedes - HBR) a 22"202
8. Kamui Kobayashi ( Giappone) (Dallara 306-Mercedes - ASM) a 23"228
9. Kazuki Nakajima ( Giappone) (Dallara 306-Mercedes - Manor) a 37"420
10. Charlie Kimball ( Stati Uniti) (Dallara 306-Mercedes - Signature) a 38"807

Classe B:
1. Bruno Fechner ( Germania) (Dallara 304-Mercedes - Seyffarth)
2. Julian Theobald ( Germania) (Dallara 304-Mercedes - Seyffarth)
3. Anthony Janiec ( Francia) (Dallara 302-Renault - Janiec)
4. Cemil Cipa ( Turchia) (Dallara 304-Opel - HBR)

Ordine d'arrivo Gara 2: (18 giri per un totale di 65,322 km)
Classe A:
1. Sebastian Vettel ( Germania) (Dallara 306-Mercedes - ASM) in 30'12.489
2. Richard Antinucci ( Stati Uniti) (Dallara 306-Mercedes - HBR) a 0"435
3. Kamui Kobayashi ( Giappone) (Dallara 306-Mercedes - ASM) a 2"313
4. Peter Elkmann ( Germania) (Dallara 306-Opel - Zeller) a 2"716
5. Esteban Guerrieri ( Argentina) (Dallara 306-Mercedes - Manor) a 3"099
6. Charlie Kimball ( Stati Uniti) (Dallara 306-Mercedes - Signature) a 3"778
7. Filip Salaquarda ( Rep. Ceca) (Dallara 306-Opel - ISR) a 6"393
8. Sébastien Buemi ( Svizzera) (Dallara 306-Mercedes - Mücke) a 7"642
9. Tim Sandtler ( Germania) (Dallara 306-Mercedes - Signature) a 14"459
10. Romain Grosjean ( Svizzera) (Dallara 306-Mercedes - Signature)

Classe B:
1. Julian Theobald ( Germania) (Dallara 304-Mercedes - Seyffarth)
2. Anthony Janiec ( Francia) (Dallara 302-Renault - Janiec)
3. Cemil Cipa ( Turchia) (Dallara 304-Opel - HBR)

07. Zandvoort ( Paesi Bassi) (02-03/09/2006)
Polesitter: Paul di Resta ( Regno Unito) (Dallara 306-Mercedes - ASM) in 1'31.955
Ordine d'arrivo Gara 1: (26 giri per un totale di 111,982 km)
Classe A:
1. Paul di Resta ( Regno Unito) (Dallara 306-Mercedes - ASM) in 41'05.497
2. Giedo van der Garde ( Paesi Bassi) (Dallara 306-Mercedes - ASM) a 1"770
3. Kohei Hirate ( Giappone) (Dallara 306-Mercedes - Manor) a 2"351
4. Romain Grosjean ( Svizzera) (Dallara 306-Mercedes - Signature) a 2"875
5. Kamui Kobaysshi ( Giappone) (Dallara 306-Mercedes - ASM) a 4"425
6. Jonathan Summerton ( Stati Uniti) (Dallara 306-Mercedes - Mücke) a 5"936
7. Guillaume Moreau ( Francia) (Dallara 306-Mercedes - Signature) a 7"232
8. Esteban Guerrieri ( Argentina) (Dallara 306-Mercedes - Manor) a 9"286
9. Michael Herck ( Belgio) (Dallara 306-Mercedes - Leinders) a 16"565
10. Peter Elkmann ( Germania) (Dallara 306-Opel - Zeller) a 18"010

Classe B:
1. Bruno Fechner ( Germania) (Dallara 304-Mercedes - Seyffarth)
2. Julian Theobald ( Germania) (Dallara 304-Mercedes - Seyffarth)
3. Cemil Cipa ( Turchia) (Dallara 304-Opel - HBR)
4. Anthony Janiec ( Francia) (Dallara 302-Renault - Janiec)

Ordine d'arrivo Gara 2: (18 giri per un totale di 77,526 km)
Classe A:
1. Charlie Kimball ( Stati Uniti) (Dallara 306-Mercedes - Signature) in 30'33.295
2. Sebastian Vettel ( Germania) (Dallara 306-Mercedes - ASM) a 0"677
3. Kazuki Nakajima ( Giappone) (Dallara 306-Mercedes - Manor) a 26"251
4. Esteban Guerrieri ( Argentina) (Dallara 306-Mercedes - Manor) a 41"151
5. Giedo van der Garde ( Paesi Bassi) (Dallara 306-Mercedes - ASM) a 41"918
6. Tim Sandtler ( Germania) (Dallara 306-Mercedes - Signature) a 42"703
7. Guillaume Moreau ( Francia) (Dallara 306-Mercedes - Signature) a 42"727
8. Sébastien Buemi ( Svizzera) (Dallara 306-Mercedes - Mücke) a 42"868
9. Peter Elkmann ( Germania) (Dallara 306-Opel - Zeller) a 52"193
10. Filip Salaquarda ( Rep. Ceca) (Dallara 306-Opel - ISR) a 56"340

Classe B:
1. Julian Theobald ( Germania) (Dallara 304-Mercedes - Seyffarth)
2. Bruno Fechner ( Germania) (Dallara 304-Mercedes - Seyffarth)
3. Cemil Cipa ( Turchia) (Dallara 304-Opel - HBR)

08. Montmelò (Circuito corto) ( Spagna) (23-24/09/2006)
Polesitter: Paul di Resta ( Regno Unito) (Dallara 306-Mercedes - ASM) in 1'01.299
Ordine d'arrivo Gara 1: (26 giri per un totale di 76,674 km)
1. Sebastian Vettel ( Germania) (Dallara 306-Mercedes - ASM) in 33'28.008
2. Kohei Hirate ( Giappone) (Dallara 306-Mercedes - Manor) a 13"857
3. Esteban Guerrieri ( Argentina) (Dallara 306-Mercedes - Manor) a 22"233
4. Kazuki Nakajima ( Giappone) (Dallara 306-Mercedes - Manor) a 24"038
5. Kamui Kobayashi ( Giappone) (Dallara 306-Mercedes - ASM) a 24"955
6. Charlie Kimball ( Stati Uniti) (Dallara 306-Mercedes - Signature) a 26"552
7. Sébastien Buemi ( Svizzera) (Dallara 306-Mercedes - Mücke) a 31"854
8. Richard Antinucci ( Stati Uniti) (Dallara 306-Mercedes - HBR) a 36"486
9. Guillaume Moreau ( Francia) (Dallara 306-Mercedes - Signature) a 39"933
10. Paul di Resta ( Regno Unito) (Dallara 306-Mercedes - ASM) a 44"335

Ordine d'arrivo Gara 2: (26 giri per un totale di 76,674 km)
1. Richard Antinucci ( Stati Uniti) (Dallara 306-Mercedes - HBR) in 30'01.471
2. Charlie Kimball ( Stati Uniti) (Dallara 306-Mercedes - Signature) a 3"971
3. Kazuki Nakajima ( Giappone) (Dallara 306-Mercedes - Manor) a 4"911
4. Kohei Hirate ( Giappone) (Dallara 306-Mercedes - Manor) a 5"756
5. Sébastien Buemi ( Svizzera) (Dallara 306-Mercedes - Mücke) a 11"143
6. Paul di Resta ( Regno Unito) (Dallara 306-Mercedes - ASM) a 11"738
7. Esteban Guerrieri ( Argentina) (Dallara 306-Mercedes - Manor) a 12"401
8. Giedo van der Garde ( Paesi Bassi) (Dallara 306-Mercedes - ASM) a 19"918
9. Romain Grosjean ( Svizzera) (Dallara 306-Mercedes - Signature) a 20"635
10. Guillaume Moreau ( Francia) (Dallara 306-Mercedes - Signature) a 22"345

09. Le Mans ( Francia) (14-15/10/2006)
Polesitter: Giedo van der Garde ( Paesi Bassi) (Dallara 306-Mercedes - ASM) in 1'30.144
Ordine d'arrivo Gara 1: (26 giri per un totale di 110,630 km)
Classe A:
1. Paul di Resta ( Regno Unito) (Dallara 306-Mercedes - ASM) in 39'59.914
2. Jonathan Summerton ( Stati Uniti) (Dallara 306-Mercedes - Mücke) a 1"025
3. Guillaume Moreau ( Francia) (Dallara 306-Mercedes - Signature) a 7"619
4. Charlie Kimball ( Stati Uniti) (Dallara 306-Mercedes - Signature) a 10"162
5. Kohei Hirate ( Giappone) (Dallara 306-Mercedes - Manor) a 17"519
6. Esteban Guerrieri ( Argentina) (Dallara 306-Mercedes - Manor) a 18"401
7. Michael Herck ( Belgio) (Dallara 306-Mercedes - Leinders) a 30"994
8. Richard Antinucci ( Stati Uniti) (Dallara 306-Mercedes - HBR) a 32"001
9. Sebastian Vettel ( Germania) (Dallara 306-Mercedes - ASM) a 32"711
10. Tim Sandtler ( Germania) (Dallara 306-Mercedes - Signature) a 33"278

Classe B:
1. Cemil Cipa ( Turchia) (Dallara 304-Opel - HBR)
2. Julien Abelli ( Francia) (Dallara 302-Renault - Janiec)
3. Anthony Janiec ( Francia) (Dallara 302-Renault - Janiec)

Ordine d'arrivo Gara 2: (18 giri per un totale di 76,590 km)
Classe A:
1. Richard Antinucci ( Stati Uniti) (Dallara 306-Mercedes - HBR) in 27'42.173
2. Charlie Kimball ( Stati Uniti) (Dallara 306-Mercedes - Signature) a 0"642
3. Kohei Hirate ( Giappone) (Dallara 306-Mercedes - Manor) a 1"833
4. Jonathan Summerton ( Stati Uniti) (Dallara 306-Mercedes - Mücke) a 2"603
5. Guillaume Moreau ( Francia) (Dallara 306-Mercedes - Signature) a 4"155
6. Paul di Resta ( Regno Unito) (Dallara 306-Mercedes - ASM) a 6"646
7. Kazuki Nakajima ( Giappone) (Dallara 306-Mercedes - Manor) a 7"671
8. Esteban Guerrieri ( Argentina) (Dallara 306-Mercedes - Manor) a 8"811
9. Sebastian Vettel ( Germania) (Dallara 306-Mercedes - ASM) a 10"896
10. Romain Grosjean ( Svizzera) (Dallara 306-Mercedes - Signature) a 12"867

Classe B:
1. Julien Abelli ( Francia) (Dallara 302-Renault - Janiec)
2. Anthony Janiec ( Francia) (Dallara 302-Renault - Janiec)

10. Hockenheim ( Germania) (28-29/10/2006)
Polesitter: Paul di Resta ( Regno Unito) (Dallara 306-Mercedes - ASM) in 1'34.518
Ordine d'arrivo Gara 1: (22 giri per un totale di 100,628 km)
Classe A:
1. Esteban Guerrieri ( Argentina) (Dallara 306-Mercedes - Manor) in 35'11.187
2. Sébastien Buemi ( Svizzera) (Dallara 306-Mercedes - Mücke) a 0"828
3. Sebastian Vettel ( Germania) (Dallara 306-Mercedes - ASM) a 2"607
4. Guillaume Moreau ( Francia) (Dallara 306-Mercedes - Signature) a 4"258
5. Kohei Hirate ( Giappone) (Dallara 306-Mercedes - Manor) a 9"126
6. Charlie Kimball ( Stati Uniti) (Dallara 306-Mercedes - Signature) a 9"616
7. Roberto Streit ( Brasile) (Dallara 306-Mercedes - Prema) a 12"665
8. Jonathan Summerton ( Stati Uniti) (Dallara 306-Mercedes - Mücke) a 24"202
9. Giedo van der Garde ( Paesi Bassi) (Dallara 306-Mercedes - ASM) a 24"989
10. Paul di Resta ( Regno Unito) (Dallara 306-Mercedes - ASM) a 25"873

Classe B:
1. Anthony Janiec ( Francia) (Dallara 302-Renault - Janiec)
2. Cemil Cipa ( Turchia) (Dallara 304-Opel - HBR)

Ordine d'arrivo Gara 2: (18 giri per un totale di 82,332 km)
Classe A:
1. Jonathan Summerton ( Stati Uniti) (Dallara 306-Mercedes - Mücke) in 28'47.189
2. Giedo van der Garde ( Paesi Bassi) (Dallara 306-Mercedes - ASM) a 4"917
3. Sébastien Buemi ( Svizzera) (Dallara 306-Mercedes - Mücke) a 5"894
4. Esteban Guerrieri ( Argentina) (Dallara 306-Mercedes - Manor) a 6"264
5. Roberto Streit ( Brasile) (Dallara 306-Mercedes - Prema) a 11"751
6. Paul di Resta ( Regno Unito) (Dallara 306-Mercedes - ASM) a 13"037
7. Kohei Hirate ( Giappone) (Dallara 306-Mercedes - Manor) a 19"720
8. Richard Antinucci ( Stati Uniti) (Dallara 306-Mercedes - HBR) a 20"512
9. Kamui Kobayashi ( Giappone) (Dallara 306-Mercedes - ASM) a 23"043
10. Natacha Gachnang ( Svizzera) (Dallara 306-Mercedes - Zeller) a 38"194

Classe B:
1. Cemil Cipa ( Turchia) (Dallara 304-Opel - HBR)
2. Anthony Janiec ( Francia) (Dallara 302-Renault - Janiec)

## Classifica generale
Classe A:
1. Paul di Resta ( Regno Unito) (ASM)  86
2. Sebastian Vettel ( Germania) (ASM)  75
3. Kohei Hirate ( Giappone) (Manor)  61
4. Esteban Guerrieri ( Argentina) (Manor)  58
5. Richard Antinucci ( Stati Uniti) (HBR)  38
6. Giedo van der Garde ( Paesi Bassi) (ASM)  37
7. Kazuki Nakajima ( Giappone) (Manor)  36
8. Kamui Kobayashi ( Giappone) (ASM)  34
9. Guillaume Moreau ( Francia) (Signature)  32
10. Jonathan Summerton ( Stati Uniti) (Mücke)  32
11. Charlie Kimball ( Stati Uniti) (Signature)  31
12. Sébastien Buemi ( Svizzera) (Mücke)  31
13. Romain Grosjean ( Svizzera) (Signature)  19
14. Peter Elkmann ( Germania) (Zeller)  14
15. Michael Herck ( Belgio) (Leinders)  12
16. James Jakes ( Regno Unito) (Hitech)  7
17. Roberto Streit ( Brasile) (Prema)  4
18. Joao Urbano ( Portogallo) (Prema)  1
19. Yelmer Buurman ( Paesi Bassi) (Fortec)  1
20. Tim Sandtler ( Germania) (Signature)  1

Classe B:
1. Julian Theobald ( Germania) (Seyffarth)  73
2. Anthony Janiec ( Francia) (Janiec)  67
3. Cemil Cipa ( Turchia) (HBR)  65
4. Bruno Fechner ( Germania) (Seyffarth)  25
5. Julien Abelli ( Francia) (Janiec)  14
6. Gina Maria Adenauer ( Germania) (Seyffarth)  14
7. Dominik Schraml ( Germania) (Seyffarth/FS)  10
8. Kevin Fank ( Germania) (Seyffarth)  6